# University of Illinois Press
University of Illinois Press est une maison d'édition rattachée à l'université de l'Illinois. L'entreprise a été fondée en 1918, et son siège se situe à Champaign.